# Träne församling
Träne församling var en församling i Lunds stift och i Kristianstads kommun. Församlingen uppgick 2002 i Träne-Djurröds församling.

## Administrativ historik
Församlingen har medeltida ursprung.
Församlingen var möjligen tidigt moderförsamling i pastoratet Träne och Önnestad för att därefter åtminstone från 1560-talet till 1975 vara moderförsamling i pastoratet Träne och Djurröd som från 1962 även omfattade Äsphults församling. Från 1975 till 2002 annexförsamling i pastoratet Vä, Skepparslöv, Köpinge, Träne och Djurröd. Församlingen uppgick 2002 i Träne-Djurröds församling.

## Kyrkoherdar
| Ämbetstid | Namn                        | Levnadstid | Övrigt           |
| --------- | --------------------------- | ---------- | ---------------- |
| 1561      | Knut                        |            | Pastor           |
| 1570–1622 | Oluff Clausön               | 1546–      | Pastor           |
| 1624–     | Hans Pedersen               |            | Pastor           |
|           | Jens                        |            | Pastor           |
| 1632      | Claudius Mathiae            |            | Pastor           |
| 1634–1675 | Claus Marquorsen Helmer     | –1681      | Pastor           |
| 1675–1682 | Petrus Wandkifw             |            | Pastor           |
| 1682–1691 | Lars Stobaeus               | –1691      | Pastor           |
| 1693–1707 | Lars Cronholm               | –1707      | Pastor           |
| 1708–1712 | Richard von der Laen        | –1712      | Pastor           |
| 1714–1723 | Johan Gabriel Nykiörck      |            | Pastor           |
| 1723–1737 | Johan Kock                  | –1737      | Pastor           |
| 1739–1749 | Gottfrid Hoffgardh          | –1749      | Pastor           |
| 1752–1779 | Per Ringius                 | 1713–1779  | Pastor           |
| 1782–1801 | Carl Fredrik Cronholm       | 1739–1801  | Pastor           |
| 1803–1806 | Abraham Ahnström            | 1753–1806  | Pastor           |
| 1807–1811 | Christian Tiburtius Monthan | 1746–1811  | Pastor           |
| 1812–1839 | Justus Herman Tengwall      | 1750–1839  | Pastor           |
| 1840–1857 | Carl Wilhelm Ödman          | 1789–1857  | Pastor och prost |

## Kyrkor
- Träne kyrka